# Windows 11
Windows 11 è un sistema operativo per personal computer, successore di Windows 10. È prodotto da Microsoft come parte della famiglia di sistemi operativi Windows NT.
La distribuzione di Windows 11 è arrivata più di sei anni dopo l'introduzione di Windows 10. Si tratta del periodo di tempo più lungo tra le versioni dei sistemi operativi desktop Microsoft Windows. Il predecessore era descritto dalla stessa Microsoft come il "Windows definitivo"; sarebbe quindi stata l'ultima versione e sarebbe diventata un servizio (Windows as a Service), con build e aggiornamenti continui nel tempo; tuttavia, non è stato così.
La presentazione di Windows 11 è avvenuta il 24 giugno 2021 con un evento dedicato sul sito ufficiale di Microsoft. La sua uscita è avvenuta nella notte tra il 4 e il 5 ottobre 2021.

## Storia

### Lo sviluppo di Windows 10X e le nuove caratteristiche
Il 2 ottobre 2019, Microsoft ha annunciato Windows 10X, una versione rielaborata di Windows 10, progettata per i dispositivi a due schermi. Fu inizialmente sviluppata per supportare dispositivi a due schermi, come i Surface Neo, che non sono mai stati messi in vendita.
Mentre il sistema operativo è stato originariamente progettato per dispositivi a doppio schermo, Windows 10X ha spostato il suo obiettivo verso dispositivi a schermo singolo nel 2020 a causa della crescente domanda di computer tradizionali durante la pandemia di Covid-19.
Windows 10X introduceva importanti modifiche alla shell di Windows, abolendo i componenti legacy a favore di nuove esperienze degli utenti e di una maggiore sicurezza, nonché alcune notevoli modifiche di progettazione, che sono state integrate in Windows 11.
- La taskbar è ora centrata. Ha tre dimensioni diverse; quelle piccole sono destinate ai computer desktop controllati dal mouse, mentre quelle medie e grandi ai computer tattili.
- La barra delle applicazioni è automaticamente nascosta e può essere cliccata/sfruttata per essere mostrata.
- Nuovo menu di avvio. Microsoft ha ridisegnato il menu iniziale con particolare attenzione alla produttività, con la casella di ricerca ora in cima invece che nella barra delle applicazioni come in altre edizioni di Windows 10, così come una sezione di app vincolati che è il successore delle Live Tiles di altre edizioni di Windows 8 e di Windows 10.
- Il Centro notifiche è stato ribattezzato in "Impostazioni rapide" e ha subito una riprogettazione. I controlli di rete/Internet, i controlli di volume e le opzioni di alimentazione sono stati spostati nelle Impostazioni rapide. C'è anche un'area per controllare le notifiche e controllare la riproduzione della musica da una specifica app.
- I confini delle finestre sono stati arrotondati, come su Windows Vista e 7 in modalità Aero Peek;
- La configurazione iniziale è stata aggiornata per adattarsi meglio alla nuova interfaccia utente di Windows 10X, con un design più moderno, oltre a Cortana, che non è più una caratteristica integrata.
- Ora l'interfaccia utente predefinita usa un tema più leggero di quello scuro.
- Miglioramenti di Windows Update. Il metodo Windows Update è stato migliorato per essere completato più velocemente. Ora gli aggiornamenti delle funzionalità si installano automaticamente in background e si riavvieranno solo quando necessario.
- Sicurezza rafforzata. Windows 10X introduce un nuovo sistema di sicurezza denominato "Stato di separazione"; invece di installare ogni file (compresi gli utenti, i sistemi, le applicazioni, ecc.) in un unico, con una partizione accessibile, che permette agli aggressori e ai malware di accedere facilmente ai file di sistema, Windows 10X installa sistema, applicazione e altri file importanti in una partizione di sola lettura, lasciando i file utente in una partizione separata e accessibile. Pertanto, gli utenti e le app possono accedere solo ai file nella partizione dell'utente.

### La cancellazione
Windows 10X avrebbe dovuto essere pubblicato nel 2020. In seguito ad un iniziale slittamento, nel mese di maggio 2021 Microsoft ha annunciato che il progetto è stato cancellato; tuttavia, alcune caratteristiche e modifiche di design da Windows 10X sono state integrate nel più recente Windows 11.

### Le indiscrezioni su Windows 11 e la pubblicazione
Le prime voci su una nuova versione di Windows iniziarono a diffondersi in seguito a un annuncio di lavoro da parte di Microsoft, pubblicato il 4 gennaio 2021, nel quale vi era un riferimento a un "rinnovamento radicale" di Windows; secondo le voci si trattava di un aggiornamento dal nome in codice "Sun Valley", che aveva come obiettivo il miglioramento dell'interfaccia utente. Intanto, a fine maggio i siti web dedicati alla tecnologia informatica avevano intensificato le speculazioni intorno ai disegni di Microsoft a riguardo di un possibile successore di Windows 10.
Il primo riferimento ufficiale a una nuova versione di Windows è stato dato dall'amministratore delegato di Microsoft Satya Nadella durante Microsoft Build 2021, la conferenza annuale per sviluppatori di Microsoft tenutasi il 25-27 maggio 2021, affermando che l'annuncio ufficiale sarebbe arrivato molto presto. La settimana seguente Microsoft ha iniziato a distribuire inviti per un evento nominato "What's next" dedicato a Windows che si sarebbe tenuto il 24 giugno 2021 alle 11:00 ET, inoltre l'azienda ha pubblicato su YouTube un video di 11 minuti contenente i suoni di avvio dei sistemi operativi Windows precedenti rallentati 4000 volte. La nuova versione è stata definita come "una nuova era di Windows".
Il 15 giugno 2021 è trapelata in rete la build 21996.1 del sistema operativo, con un'interfaccia simile a quella di Windows 10X (versione evoluta di Windows 10 progettata per dispositivi a due schermi, annunciata e poi cancellata) e la schermata di configurazione ridisegnata insieme al menu Start e alla taskbar.
In corrispondenza dell'annuncio da parte del CEO di Microsoft, il 24 giugno è stata messa on-line la pagina ufficiale dedicata a Windows 11 che presenta le caratteristiche e le specifiche hardware.
Il 28 giugno 2021 è stata pubblicata la prima beta ufficiale di Windows 11 nel canale Dev per Windows Insider: la versione build è la 10.0.22000.51. Circa un mese dopo la build 10.0.22000.100 è disponibile anche nel canale Beta.
Inizialmente prevista per il 5 ottobre, la pubblicazione è avvenuta nella notte tra il 4 e il 5 ottobre, attorno alle ore 21 del 4 ottobre (UTC). Assieme all'aggiornamento, sono stati annunciati i primi PC con Windows 11 nativo. Inizialmente, la community non apprezzò il nuovo OS a causa di molteplici bug segnalati, di fatto, i pc compatibili che ricevettero l'aggiornamento al nuovo sistema tornarono a Windows 10. Tuttavia Microsoft pose subito rimedio rilasciando diversi aggiornamenti per la risoluzione dei bug, facendo diventare Windows 11 uno dei migliori sistemi operativi di casa Microsoft grazie anche al nuovo e moderno design introdotto da Windows 10X. 
Dal 2 settembre 2021 il canale Dev passa alla nuova versione 22H2, che migliorerà alcuni aspetti dell'interfaccia utente, quali le notifiche popup (a cui verrà aggiunta la trasparenza), alcuni menu contestuali e a comparsa non ancora aggiornati, gli slider del volume e della luminosità (spostati in basso al centro), il Task Manager (di cui una versione rinnovata graficamente è stata avvistata per la prima volta nella build 22538 del canale Dev, ancora non finalizzata e richiedente un programma per essere sbloccata e utilizzata; la novità è poi stata distribuita ufficialmente ad alcuni utenti con la build 22557 e poi distribuita in seguito a tutti gli utenti).
Il 2 marzo è stata rilasciata sul canale Dev del Programma Insider la build 22567.1, la prima con branding di versione 22H2.
Ci sono quattro Moments per cui il primo (Moment 1) è stato rilasciato al 18 ottobre 2022 con la build 22621.675, fino al 27 febbraio 2023, per il secondo (Moment 2) è stato rilasciato al 28 febbraio 2023, con la build 22621.1344, e implementato al 14 marzo 2023, fino al 23 maggio 2023, per il terzo (Moment 3) è stato rilasciato al 24 maggio 2023, con la build 22621.1778, e implementato all'11 luglio 2023, fino al 25 settembre 2023, e per il quarto e, anche, l'ultimo (Moment 4) viene rilasciato al 26 settembre 2023 con la build 22621.2361.
Gli utenti che utilizzano Windows 10 21H2 possono passare direttamente a Windows 11 22H2, saltando la versione 21H2 di Windows 11, se il PC rispetta i requisiti minimi imposti durante il primo rilascio di Windows 11. Scaricando l'app "Controllo integrità PC" (PC Health Check, in inglese) è possibile verificare se il proprio PC è compatibile o meno con il nuovo sistema operativo.
La versione 23H2 è stata rilasciata il 31 ottobre 2023 e contiene tutte le novità presenti su Moment 4 con alcune aggiunte riguardanti la sicurezza.

## Novità introdotte

### L'interfaccia grafica
La novità più rilevante per l'utente è l'interfaccia grafica; in linea generale il posizionamento dei tasti, dei menu e delle finestre rimane lo stesso ma tutti gli elementi sono stati aggiornati con un nuovo design più minimalista. Lo stesso logo di Windows cambia, ora molto più simile a quello della casa madre.
L'introduzione del nuovo design si nota quando si avvia una nuova finestra, questa risulta “spezzata” in due zone: quella laterale sinistra, in cui vi sono tutti i tab di navigazione e quella centrale, in cui invece c'è il solito piano di lavoro. In quest'ultima si nota principalmente il nuovo design delle icone, più colorate e dettagliate, oltre a quelle delle classiche icone delle applicazioni, degli strumenti e delle opzioni. La colonna di sinistra invece ha un design traslucido, influenzato dallo sfondo impostato sul desktop.
Le modifiche interessano ogni zona del sistema operativo, creando così un sistema omogeneo, più semplice per l'utente.

#### Barra delle applicazioni
La barra delle applicazioni in basso è da sempre una caratteristica principale dei sistemi operativi Windows. L'undicesima versione presenta un cambiamento sostanziale: le icone, infatti, sono posizionate di default al centro della schermata, anche se tramite le impostazioni è comunque possibile modificarne la posizione.
La prima icona a partire da sinistra è quella del menu Start, quest'ultimo diverso da quello della versione precedente. Procedendo verso destra si passa all'icona di ricerca e poi a quella dedicata all'avvio del pannello dei widget. Vi è inoltre la possibilità di includere tutte le applicazioni e i collegamenti desiderati, così da averli facilmente portata di mano.

#### Nuovo menu Start
Il menu start è la sezione dell'interfaccia utente che più ha subito il cambiamento. Una volta avviato infatti, appare in alto una barra di ricerca da utilizzare per eseguire una ricerca all'interno della macchina oppure sul web. La stessa opzione è visibile qualora si decidesse di cliccare sull'icona della lente d'ingrandimento alla destra del menu di start.
Subito in basso al suddetto campo di testo, appaiono le applicazioni più utilizzate e quelle utilizzate di recente, così da averle nuovamente pronte all'uso. Presente anche un collegamento utile per aprire una finestra dedicata a tutti i programmi installati (una sorta di launcher delle app). Continuando ancora verso il basso invece, vi sono i collegamenti ai file aperti e modificati di recente, proprio come la sezione delle applicazioni precedentemente descritta.
La novità prosegue con la posizione predefinita di start che è in basso al centro, a differenza di tutte le versioni precedenti di Windows nelle quali è stato in basso a sinistra. Può essere spostato a sinistra ma solo in questa posizione (mentre con Windows 10 la barra delle applicazioni può essere spostata in alto, sinistra e destra).

#### Pannello widget e notizie
Il nuovo pannello dei widget è stato spostato alla destra del desktop e si può avviare semplicemente cliccando l'icona dedicata all'interno della barra delle applicazioni. Il menù è completamente personalizzabile, aggiungendo i widget preferiti e rimuovendo quelli meno utili. Tra gli altri: quello delle liste dei promemoria, del calendario, del meteo, della riproduzione multimediale, della borsa e anche dei risultati sportivi. Questa è anche accompagnata dal pannello dedicato alle notizie, riprese dal Web e con la possibilità di mostrare anche quelle locali in base alla localizzazione del dispositivo.
Se si disconnette l'account Microsoft (quindi usando l'account locale) e lo si elimina dal sistema in impostazioni\account, allora il menù widget si resetta ovvero presenta unicamente il comando di login di accesso con l'account Microsoft. Ovviamente, il servizio widget rimane ancora in esecuzione.
Come altre funzioni, il pannello widget e notizie è disattivabile agendo in Pannello di controllo\Programmi e funzionalità\Attivazione o disattivazione delle funzionalità Windows. 

##### Windows Web Experience Pack
Windows Web Experience Pack è il pacchetto, scaricabile dal Microsoft Store, che abilita e controlla il menù widget. Può essere disinstallato dal sistema, tramite riga di comando, in modo da disinstallare completamente il menù widget (infatti, il pulsante in impostazioni disabilita solamente l'icona nella barra delle applicazioni).

#### Nuovi temi
Degna di nota è la scelta del tema, il quale può essere modificato direttamente dalle impostazioni di Windows. Il cambiamento più interessante riguarda la luce, visto che esistono dei temi completamente incentrati sulle tonalità più scure, oltre a quelle bianche e azzurre un po' più classiche. Anche la dark mode risulta quindi più personalizzabile.

### Multitasking
Le modifiche non riguardano soltanto l'interfaccia grafica, ma anche e soprattutto la gestione del multitasking, fondamentale sia in ambito lavorativo che di studio e svago.

#### Gestione multi-finestra
Modificata l'esperienza del menu di ridimensionamento nella gestione della finestra. Ora infatti, portando il puntatore sull'icona di ridimensionamento delle finestra (quello in alto a destra, alla sinistra della “X”), è possibile abilitare la suddivisione avanzata delle finestre.
In particolare, le scelte possibili sono attualmente sei: due finestre affiancate alla stessa dimensione, due finestre affiancate con predominanza di quella a sinistra, tre finestre affiancate alla stessa dimensione, tre finestre affiancate con predominanza di quella a sinistra, tre finestre affiancate con predominanza di quella al centro e quattro finestre affiancate alla stessa dimensione. Una volta scelta la suddivisione preferita, il sistema operativo chiede all'utente quale applicazione aprire e in quale posizione inserirla. Resta comunque possibile modificare la visualizzazione manualmente utilizzando il puntatore e il classico trascinamento. Questa suddivisione è anche raggruppata all'interno di tab specifici, così da poter passare da un gruppo di applicazioni a un altro con un solo clic e senza dover necessariamente cambiare di volta in volte le app visualizzate.

#### Riposizionamento automatico delle finestre
Windows 11 è in grado di memorizzare la quantità e la posizione delle finestre aperte quando un monitor è collegato, in modo che, quando è scollegato e poi nuovamente ricollegato, apre le stesse finestre e le posiziona esattamente allo stesso modo.
Quando invece il monitor è scollegato, il sistema operativo riadatta automaticamente le finestre per adattarle a un display più piccolo. Ad esempio, se nel monitor più ampio ci sono tre finestre aperte in contemporanea, quando si scollega, vengono mostrate solo due finestre e abbassa la terza in background. Ciò solo nel caso in cui il display principale risulta piccolo e scomodo per la visualizzazione a tre finestre.

#### Creazione di più desktop
Per quanto riguarda il multitasking, vi è la possibilità di creare più desktop, in modo da suddividere lo spazio di lavoro e avere un'interfaccia più comoda e ordinata. Tutti i desktop aperti possono essere personalizzati con tutte le finestre preferite, così da dedicarne uno unicamente alle app necessarie. È possibile navigare tra le istanze aperte utilizzando una gesture.

### Integrazione con Microsoft Teams
All'uscita del SO, Microsoft Teams faceva parte integrante del sistema operativo, come app Chat. Non era più quindi necessario scaricare il client e avviare l'applicazione dedicata, ma era sufficiente utilizzare il collegamento dedicato nella barra delle applicazioni. Da qui si poteva infatti visualizzare la lista di tutte le conversazioni aperte, in modo da riprenderle in qualsiasi istante o di avviare le videochiamate e le chat.
Dalla metà del 2023 Teams (la versione desktop semplificata, integrata in Windows 11) è stato eliminato dall'immagine di installazione e quindi va scaricato a parte. Questo in conseguenza dell'unificazione del nuovo client desktop, divenuto multipiattaforma e multiaccount (ottobre 2023).

### Modalità tablet
È possibile utilizzare un PC fisso o portatile sfruttando il classico puntatore (con tastiera fisica), il tocco con le dita sul display e anche le penne digitali per la scrittura. Di conseguenza, Microsoft ha deciso di puntare sull'esperienza tablet, creando un sistema coeso e pensato per qualsiasi metodo di input.
Su Windows 11, infatti, quando si passa alla modalità tablet non è visualizzato alcun cambiamento in quanto l'interfaccia di Windows è stata progettata sia per l'utilizzo con puntatore che con le dita.
La tastiera a video può essere rimpicciolita e utilizzata con una singola mano, grazie alla possibilità di spostarla da una zona all'altra del display trascinandola con le dita. Il metodo di scrittura a slide, utilizzato spesso sugli smartphone, è compreso.

### Gioco e supporto Xbox
Windows, in confronto agli altri OS desktop, vanta una proposta ottimale per il videogioco e grazie all'integrazione con i servizi Xbox di Microsoft; tale aspetto è stato migliorato con la sua undicesima versione. Rilevanti sono il supporto all'auto HDR, che è abilitato ogni volta che si apre un titolo supportato, e l'aggiunta della tecnologia DirectStorage, con la quale si può sfruttare una maggiore velocità e fluidità durante le fasi di gioco più intense.

#### Integrazione con Xbox Game Pass e xCloud
All'interno di Windows 11 sono integrati tutti i servizi Microsoft in abbonamento di Xbox, ovvero Game Pass e xCloud. Questo significa che gli utenti possono giocare a tutti i titoli presenti nel catalogo della casa comprese le proposte di Bethesda e EA. Ciò senza quindi il bisogno di scaricare ulteriori programmi o visitare e-commerce di terze parti. Esiste il collegamento rapido all'Xbox Store, che ha un'interfaccia appositamente pensata per desktop, sia per quanto riguarda la scelta per l'acquisto dei titoli, che per l'effettivo utilizzo del gioco.

### Microsoft Store
Microsoft Store ha subito alcune evoluzioni importanti. Con Windows 11, oltre a un rinnovo grafico introdotto anche su Windows 10, sono infatti supportate le app Android e sono integrati anche i servizi di streaming video.

#### Supporto per applicazioni Android
Tra le funzioni più rilevanti c'è il supporto alle applicazioni per il sistema operativo Android (WSA: Windows Subsystem for Android). Store include anche le app presenti nell'Appstore di Amazon per i suoi dispositivi Fire. Tale supporto è reso possibile grazie alle tecnologie Intel Bridge e Windows Subsystem for Linux 2, le quali generano automaticamente delle finestre compatibili con le versioni verticali e orizzontali delle app Android. C'è anche la possibilità di utilizzare tali finestre con il nuovo sistema di multitasking e multi-finestra introdotto con Windows 11.
In realtà una funzionalità simile era presente già su Windows 10 grazie alla sua integrazione con i dispositivi Samsung. In quel caso però, il processo veniva emulato tramite l'app specifica “Il mio telefono”, mentre ora l'integrazione è nativa nel sistema operativo.
Windows Subsystem for Android è stato successivamente deprecato e rimosso, nel marzo 2024.

#### Sezione film e TV
Con la nuova sezione “Film e TV” Microsoft prova a fare concorrenza ai servizi Apple TV+ e Google TV. Al suo interno si possono collegare i servizi in abbonamento al quale si è iscritti, così da generare un'unica coda di visualizzazione e ricevere consigli personalizzati da qualsiasi piattaforma. Rimane presente il catalogo di Microsoft per l'acquisto e il noleggio dei titoli.

#### Integrazione con Microsoft Copilot
A partire dal 26 settembre 2023, Windows 11 integra l'intelligenza artificiale generativa di Microsoft Copilot (non ancora disponibile in UE) in tutte le sue applicazioni, come Microsoft Bing, Microsoft Edge, Microsoft 365 e Paint.

### Skype
A differenza di Windows 10, l'installazione di Windows 11 non includeva Skype. Se la si desiderava, l'app andava installata a parte, scaricandola dal Microsoft Store.

## Funzioni rimosse
Di seguito tutte le funzioni che sono state rimosse in Windows 11:
- Cortana non è più presente di default nella taskbar e non è più parte del processo di setup al primo avvio di Windows 11. Il supporto per la disinstallazione è stato aggiunto nella build 25915 per Insider;
- Lo sfondo del Desktop non può essere portato da o su un device in cui si è eseguito l'accesso con l'account Microsoft;
- Internet Explorer è disabilitato ma può ancora essere usato l'IE Mode sul browser Edge nel caso ci sia bisogno di visitare siti che funzionano esclusivamente sul vecchio browser Microsoft;
- Il pannello di input matematici è stato rimosso ma il riconoscimento matematico può essere installato dall'utente nel caso si vogliano entrambe le funzioni;
- La funzionalità Notizie & Interessi è disponibile nel nuovo pannello Widget accessibile dall'icona presente sulla barra;
- Quick Status non è più accessibile dalla schermata di blocco;
- La modalità S (ovvero quella per cui è possibile installare app esclusivamente dal Microsoft Store e permette di usare soltanto Edge per navigare) è disponibile soltanto sull'edizione Home di Windows 11;
- Lo Strumento di Cattura è stato aggiornato e ora ha le stesse funzionalità di cattura e annota, il software presente dai tempi di Vista che permette di fare istantanee dello schermo;
- Nella versione RTM è stata rimossa la possibilità di creare cartelle all'interno del menù start, che non è nemmeno possibile ridimensionare, perlomeno all'uscita del sistema. Successivamente, a partire dalla build 22557 del canale Windows Insider Dev, è stata reintrodotta la possibilità di creare cartelle di applicazioni, che presentano un design più coerente con quello di Windows 11. Anche i Live Tiles vengono abbandonati (in favore del pannello dei widget) e le app e i siti web fissati dall'utente nel menù start non migrano automaticamente se si esegue il passaggio a Windows 11 ricorrendo all'aggiornamento sul posto di un'istanza Windows 10;
- La modalità Tablet è stata rimossa, in quanto non più necessaria vista la miriade di accorgimenti presenti a riguardo sulla edizione 11;
- La taskbar può essere posizionata soltanto nella parte inferiore dello schermo e non è più possibile per le app applicare delle personalizzazioni a essa. Sparita l'icona dedicata ai contatti;
- La funzionalità Cronologia attività è stata rimossa;
- Portafoglio è stata rimossa.

## Edizioni
Windows 11 è disponibile in due edizioni principali; l'edizione Home, destinata agli utenti consumer, e l'edizione Pro, che contiene funzionalità di rete e sicurezza aggiuntive (come BitLocker e l'accesso in un dominio). Windows 11 Home potrebbe essere limitato per impostazione predefinita al software verificato ottenuto da Microsoft Store ("Modalità S").
Windows 11 Home richiede una connessione Internet e un account Microsoft per completare la prima configurazione. Windows 11 SE è stato annunciato il 9 novembre 2021 come edizione esclusivamente per dispositivi di fascia bassa venduti nel mercato dell'istruzione e successore di Windows 10 S. È progettato per essere gestito tramite Microsoft Intune e presenta modifiche basate sul feedback dagli insegnanti per semplificare l'interfaccia utente e ridurre le "distrazioni", come Snap Layout che non contengono layout per più di due applicazioni contemporaneamente; tutte le applicazioni che si aprono ingrandite per impostazione predefinita; widget completamente rimossi e Microsoft Edge configurato per impostazione predefinita per consentire le estensioni dal Chrome Web Store (principalmente per scegliere come target coloro che migrano da Chrome OS). Viene fornito in bundle con applicazioni come Microsoft Office per Microsoft 365, Minecraft Education Edition e Flipgrid, mentre OneDrive viene utilizzato per salvare i file per impostazione predefinita. Windows 11 SE non include Microsoft Store; il software di terze parti viene fornito o installato dagli amministratori.
Il programma Windows Insider riprende da Windows 10, con build preliminari divise in "Dev" (build instabili utilizzate per testare le funzionalità per futuri aggiornamenti delle funzionalità), "Beta" (build di test per il prossimo aggiornamento delle funzionalità; relativamente stabile rispetto a Dev channel) e i canali "Release Preview" (build pre-release per il test finale dei prossimi aggiornamenti delle funzionalità.
Nel marzo 2023 le build del canale "Dev" sono state spostate sul nuovo canale "Canary" (con build molto instabili e limitata documentazione) a cui gli utenti di queste build migrarono automaticamente, mentre il canale Dev è passato a un nuovo ciclo di build provenienti dal ramo "ni_prerelease".

## Installazione

### Procedura
La procedura di installazione e attivazione di Windows 11 è analoga a quella di Windows 10, comprese anche le diversità tecnico-commerciali della licenza ESD di tipo OEM, retail, a volume (aziendale). Anche in Windows 11 la licenza digitale è registrata sia nella scheda madre (in particolare nel UEFI) del dispositivo che nell'account Microsoft (se utilizzato dall'utente).
È rimasto anche invariato l'ambiente di installazione: sia come aggiornamento con il Media Creation Tool, sia con l'installazione da chiavetta USB o DVD: tutti i comandi dell'ambiente sono rimasti invariati anche con Windows 11.
Similmente, si equivalgono le altre caratteristiche quali: le quattro partizioni predefinite; ambiente di ripristino; account locali-account Microsoft-eventuale utente di dominio; modalità di reimpostazione, (re)installazione pulita, aggiornamento sul posto; utilizzo dello strumento di installazione o aggiornamento (come al solito, con l'immagine ISO aggiornata all'ultima edizione, Patch Tuesday comprese).
In costanza di alcuni componenti chiave della macchina (produttore dell’hardware, famiglia del prodotto, nome del prodotto, SKU ovvero codice identificativo assegnato al prodotto, produttore della scheda madre e relativo nome articolo), le licenze digitali di Windows 10 e 11 sono intercambiabili a parità di edizione (la lingua o tipo di architettura 32-64 bit non rilevano).

### Richiesta di creazione account Microsoft
La procedura di installazione di Windows 11 versione Home chiede per poter proseguire, ad un certo punto, di connettersi a internet per proseguire al fine di creare un account Microsoft o di autenticarsi su uno già esistente; tuttavia durante questo passaggio invocando cmd.exe e agendo manualmente sul prompt dei comandi è possibile proseguire l'installazione utilizzando un account locale.
La procedura di installazione della versione Pro presenta, invece, un'opzione dedicata o per poter proseguire l'installazione anche con un utente locale, senza doversi connettere online per usare l'account Microsoft. Occorre, alla fase specifica della procedura, scegliere "configurazione per uso personale" (l'altra opzione proposta in questa fase è quella di registrazione della macchina tramite un utente di dominio aziendale o di istituto di istruzione). Qualsiasi scelta eseguita in fase di installazione è sempre successivamente modificabile a sistema operativo installato.

## Aggiornamenti e supporto
Le politiche e le modalità di aggiornamento di Windows 11 sono analoghe a quella di Windows 10.
| Versione                                                               | Nome in codice          | Nome ufficiale | Build pubblicata                                                             | Data di uscita                                              | Supportato fino a                                  | Supportato fino a                                                | Supportato fino a                     | Supportato fino a |
| Versione                                                               | Nome in codice          | Nome ufficiale | Build pubblicata                                                             | Data di uscita                                              | GAC                                                | GAC                                                              | LTSC                                  | LTSC              |
| Versione                                                               | Nome in codice          | Nome ufficiale | Build pubblicata                                                             | Data di uscita                                              | Home, Pro, SE, Pro Education, Pro for Workstations | Education, Enterprise, Enterprise multi-sessione, IoT Enterprise | Enterprise, Enterprise multi-sessione | IoT Enterprise    |
| ---------------------------------------------------------------------- | ----------------------- | -------------- | ---------------------------------------------------------------------------- | ----------------------------------------------------------- | -------------------------------------------------- | ---------------------------------------------------------------- | ------------------------------------- | ----------------- |
| 21H2                                                                   | Sun Valley              | N.D.           | 22000                                                                        | 5 ottobre 2021                                              | 10 ottobre 2023                                    | 8 ottobre 2024                                                   | N.D.                                  | N.D.              |
| 22H2                                                                   | Sun Valley 2            | 2022 Update    | 22621.382.ni_release_svc_prod1.220804-1759                                   | 20 settembre 2022                                           | 8 ottobre 2024                                     | 14 ottobre 2025                                                  | N.D.                                  | N.D.              |
| 23H2                                                                   | Sun Valley 3            | 2023 Update    | 22631.2428.ni_release_svc_prod1.230929-1800                                  | 31 ottobre 2023                                             | 11 novembre 2025                                   | 10 novembre 2026                                                 | N.D.                                  | N.D.              |
| 24H2                                                                   | Germanium/Hudson Valley | 2024 Update    | 26100.863.ge_release (solo nei PC Copilot+) 26100.1742.ge_release (standard) | 15 giugno 2024 (solo nei PC Copilot+) 1º ottobre (standard) | 13 ottobre 2026                                    | 12 ottobre 2027                                                  | 9 ottobre 2029                        | 10 ottobre 2034   |
| Leggenda: Versione vecchia Versione ancora supportata Versione attuale |                         |                |                                                                              |                                                             |                                                    |                                                                  |                                       |                   |
| Note: 1. 2. 3. 4.                                                      |                         |                |                                                                              |                                                             |                                                    |                                                                  |                                       |                   |

### Aggiornamenti delle funzionalità
Windows 11 riceve un aggiornamento delle funzionalità ogni anno, solitamente tra i mesi di settembre e ottobre.

### Novità della versione 21H2 Moment 1
- Drag and drop. Molti lamentavano la mancanza, nella barra delle applicazioni di Windows 11, di supporto per il trascinamento della selezione. Nel nuovo aggiornamento si può prendere un file e trascinarlo su un'app aperta per portarlo in primo piano. Si può anche trascinare un file nell'area "Mostra desktop" nell'angolo in basso a destra per copiarlo sul desktop. Il problema è che appare un'icona che sembrerebbe segnalare errore, anche se poi tutto avviene come dovrebbe. Inoltre si può trasferire un'app dal menu Start alla barra delle applicazioni, ma non tra le preferite.
- Disattivazione del microfono. utilizzando l'icona del microfono nell'area di notifica (gli sviluppatori possono ottimizzare le loro app per supportare questa funzione).
- Impostazioni rapide del Bluetooth. Si possono finalmente trovare i dispositivi Bluetooth e connettersi rapidamente senza dover accedere all'app Impostazioni, come per le connessioni Wi-Fi.
- Indicatore batteria. Microsoft ha anche riprogettato l'indicatore di carica della batteria, ora più facile da leggere, soprattutto quando la batteria è scarica. Lo stesso indicatore della batteria si troverà anche sulla schermata di blocco.
- Più spazio ai preferiti (pin) e meno ai contenuti consigliati. Windows 11 22H2 ha tre nuovi layout per il menu Start: più pin, impostazioni predefinite e più consigli. In questo modo si può dare meno spazio alla sezione "Consigliati" nel menu Start, il che lascia ancora una grande area vuota. Inoltre si può accedere più rapidamente alle impostazioni del menu Start cliccando con il pulsante destro del mouse sul menu Start aperto.
- Aggiungi i file ai Preferiti. La sezione Accesso rapido è stata rinominata in Preferiti, ed Esplora risorse ora consente di aggiungervi non solo le cartelle ma anche i singoli file.
- Migliore integrazione con OneDrive. Ora è più facile controllare lo stato e lo spazio di archiviazione di OneDrive direttamente da Esplora risorse, grazie a un pulsante dedicato. Premendolo, si attiva un riquadro che mostra lo stato di sincronizzazione, permette di aprire OneDrive per il Web e accedere alle impostazioni.
- Nuovi slider per regolare volume e luminosità. Microsoft ha abbandonato i vecchi controlli in stile Windows 8 per indicatori più moderni appena sopra il centro della barra delle applicazioni.
- Windows Spotlight per desktop. Ora si può consentire a Microsoft di cambiare gli sfondi con le immagini estratte da Bing, accedendo anche a ulteriori informazioni su un'immagine specifica.
- Icone aggiornate ed effetto Mica più esteso. Nel nuovo aggiornamento i menu di scelta rapida sono più facili da individuare, grazie a cambiamenti delle icone di "Rinomina" e "Proprietà". Infine, l'effetto Mica ora appare in più aree del sistema operativo, in particolare sulle barre del titolo delle finestre.
- Disinstallazione degli aggiornamenti di Windows che ora avviene nell'app Impostazioni, invece che nel Pannello di controllo.
- Alcuni punti di accesso per la rete e i dispositivi nel Pannello di controllo ora reindirizzano alle pagine corrispondenti nell'app Impostazioni.
- Nuovo design. Task Manager è stato finalmente aggiornato (dal 2012) e ora è più coerente con l'interfaccia utente di Windows 11, supporta la modalità scura e segue i colori del sistema.
- Modalità efficienza. Il nuovo Task Manager ora supporta la modalità efficienza, che consente di ridurre manualmente un'app o un processo (non di sistema e non per gruppi di processi) con un elevato consumo di risorse. Per applicare la funzione, cliccate con il pulsante destro del mouse e selezionate l'opzione corrispondente.
- Non disturbare e Focus. Non disturbare (in precedenza Focus Assist) disattiva le notifiche in arrivo utilizzando varie regole, mentre Focus è una funzionalità leggermente più avanzata che consente di creare timer per attività specifiche e aumentare la produttività riducendo le distrazioni. Le sessioni di Focus possono attivare automaticamente la modalità Non disturbare, nascondere i badge di notifica e disabilitare il lampeggiamento delle icone.
- Supporto migliorato per gli AirPods. Windows 11 ora funziona meglio con vari modelli di AirPods grazie al supporto vocale a banda larga che consente una migliore qualità audio per le chiamate vocali.
- Animazioni più veloci su display con una frequenza di aggiornamento elevata. La frequenza di aggiornamento dinamica ora funziona in molte parti del sistema operativo, non solo in Office o durante l'input penna. Windows 11 può aumentare fino a 120 Hz durante la visualizzazione di animazioni, lo scorrimento e lo spostamento del cursore.
- Migliorata la modalità aereo. Windows può ricordare gli stati delle connessioni disponibili in modalità aereo per mantenerle in esecuzione la prossima volta che si cambia modalità.
- Sottotitoli live a livello di sistema. Windows 11 22H2 offre sottotitoli in tempo reale sul dispositivo a livello di sistema. Il sistema operativo può trascrivere automaticamente il contenuto che proviene da qualsiasi sorgente audio, compresi i microfoni. Una volta abilitati, i sottotitoli in tempo reale vengono visualizzati nella parte superiore dello schermo, proprio sotto il punto in cui la maggior parte dei computer dispone di telecamere. Ciò aiuterà le persone a seguire le conversazioni e a rimanere coinvolte nelle riunioni remote. Microsoft consente di spostare il pannello dei sottotitoli in tempo reale in altre posizioni quando è conveniente per l'utente. La funzione non richiede una connessione internet attiva e i dati restano sul computer, ma al momento è solo in inglese.
- Accesso vocale. Con questa funzionalità si può controllare un computer solo con la voce. Dopo l'avvio, Voice Access può mostrare una guida interattiva con tutti i dettagli sull'utilizzo, e permette di emulare input e clic standard. Windows mostrerà una griglia sovrapposta, che si può usare con la voce per dire dove il sistema operativo dovrebbe effettuare il clic. Come i sottotitoli in tempo reale, Voice Access non richiede una connessione Internet e tutti i dati di elaborazione rimangono sul computer, ma funziona solo in inglese.
- Narratore naturale. Infine, Windows 11 22H2 offre voci più naturali per l'Assistente vocale. Anche in questo caso, per questa funzione non è richiesta alcuna connessione Internet poiché tutta l'elaborazione avviene localmente.

### Novità della versione 22H2 Moment 2
- Nella taskbar di Windows 11 ci sono nuove opzioni per la funzionalità di ricerca. Oltre a essere disattivata oppure presente come una qualsiasi altra icona, si può attivare un'icona ampliata, accompagnata dalla scritta “ricerca”, oppure una vera e propria casella di testo, come in Windows 10. E supporta anche Bing con AI, ovvero la versione sperimentale del motore di ricerca che integra ChatGPT (o per lo meno una sua variante derivata).
- È possibile collegare direttamente Windows 11 e iPhone grazie a una nuova versione di Microsoft Collegamento al telefono.
- Contestualmente, la versione per Android di Collegamento al telefono si arricchisce di diverse funzionalità: in caso di collegamento con uno smartphone Samsung, è possibile attivare l'hotspot con un singolo click direttamente dall'elenco di reti Wi-Fi del portatile (simile a quanto avviene con i Mac e gli iPhone). Sempre per gli utenti Samsung, è inoltre possibile trasferire rapidamente le sessioni di navigazione dal telefono al PC grazie a Siti Recenti.
- Windows Studio Effects, la tecnologia che permette di applicare filtri di vario tipo (sfocatura dello sfondo, inquadratura automatica, focus voce, contatto visivo) alla webcam durante una videochiamata, è accessibile ancora più rapidamente - basta andare nei Quick Settings.
- L'integrazione con Microsoft Teams è ancora più profonda: la funzionalità Chat è stata completamente rivisitata in modo tale che sia più facile vedere in anteprima il proprio feed video e inserirsi rapidamente in una chiamata o condividere il link a un meeting virtuale tramite qualsiasi app. Anche l'accesso alla lista delle conversazioni è stato velocizzato.
- Quick Assist, la funzione che permette agli utenti di aiutare da remoto altri utenti a risolvere problemi con il proprio computer, è ora accessibile direttamente da Start, permette di passare dalla semplice condivisione dello schermo al controllo remoto totale, e include una nuova funzionalità “puntatore laser” che permette di evidenziare icone, menu e qualsiasi altro elemento dell'interfaccia visibile su schermo.
- Sono stati apportati diversi miglioramenti all'esperienza touch. La taskbar ora è dotata di una “modalità compatta” che si attiva solo quando si usa il dispositivo come tablet; assomiglia un po' alla barra di stato superiore di Android - è molto sottile e include giusto qualche icona essenziale sulla destra, come rete, batteria, ora e qualche notifica. In effetti assomiglia anche alla barra di macOS, ma solo a vedersi - le sue funzionalità sono ben diverse. In ogni caso, basta uno scivolamento verso l'alto per ampliarla con la solita lista di icone e comandi che ci si aspettano in modalità desktop tradizionale.
- Ora è possibile portare a schermo intero il pannello dei widget. Tra l'altro, ce ne sono di nuovi: Xbox Game Pass, Phone Link e i primi di terze parti, grazie a partner come Meta e Spotify.
- Lo Strumento di Cattura ora può registrare anche video.
- In Blocco Note arriva la navigazione/organizzazione a schede.
- Nelle Impostazioni vengono mostrati suggerimenti sulla gestione energetica, per risparmiare batteria e conseguentemente ridurre il proprio impatto ambientale.
- Windows 365 è ora disponibile per tutti dal Microsoft Store. Windows 365 permette di accedere a un'istanza cloud del sistema operativo.
- Nuove funzionalità AI nel menu Start e in Esplora File, almeno per gli utenti business. I dispositivi collegati a una Azure Active Directory ricevono infatti contenuti suggeriti in base alle proprie attività - per esempio Windows potrebbe suggerire contenuti per prepararsi a un meeting imminente oppure suggerire file a cui si collabora regolarmente e così via.

### Novità di Windows 11 22H2 Moment 3
- La presenza di sensore per la privacy nelle Impostazioni > Aggiornamento e privacy.
- Nuova icona di VPN nella barra delle applicazioni.
- Aggiunta di funzionalità di mostrare una badge di notifiche nell'icona del profilo utente del menu Start.
- L'introduzione dei sottotitoli in molte lingue.
- Aggiunta la possibilità di creare i dump di memoria del live kernel in Gestione attività.
- L'introduzione del controllo della luminosità adattiva del contenuto (Content Adaptive Brightness Control (CABC), in inglese) ai PC fissi e ai dispositivi alimentati a batteria.
- Nuovo pulsante "copia" per copiare i codici di autenticazione a due fattori nelle notifiche di avviso popup.
- Nuova pagina della stanza USB4 e dei device nelle Impostazioni.
- Reintroduzione della nuova opzione della tastiera virtuale nelle Impostazioni.
- Nuova modalità chiosco multi-app.
- Reintroduzione della possibilità di visualizzare i secondi nell'orologio del sistema nella barra delle applicazioni.
- Aggiunta del supporto per Bluetooth LE Audio e il codec LC3.

### Novità di Windows 11 23H2 Moment 4
- L'introduzione, in anteprima, di Microsoft Copilot (non disponibile in UE nella data di uscita dell'aggiornamento), basato su ChatGPT 4, su Microsoft Bing (già disponibile, in precedenza, ChatGPT 4), Microsoft Edge (grazie alla presenza di Microsoft Bing), Microsoft 365 e Paint.
- L'introduzione dei passkey (presenti alla schermata d'accesso di Windows 10 e di Windows 11, tramite Windows Hello), strumenti crittografici che, in questo aggiornamento, sostituiscono le password e che gli utenti possono fare uso di tali passkey tramite l'impronta digitale, il riconoscimento facciale o il PIN (già disponibili alla schermata d'accesso di Windows 10 e di Windows 11).
- L'aggiornamento funzionale ed estetica di Esplora file.
- Nuova anteprima dei riquadri a comparsa, quando si passa sui file nella sezione "Raccomandati" nel menu start.
- Nuova esperienza del mixer di volume nelle impostazioni rapide.
- Reintroduzione della capacità di non combinare mai i pulsanti della barra delle applicazioni.
- Aggiunta della possibilità di nascondere la data e l'ora nell'area delle notifiche del sistema.
- L'aggiornamento dell'icona della "campana delle notifiche" nell'area delle notifiche del sistema nella barra delle applicazioni.
- Modernizzati il riquadro dei dettagli, la homepage, la barra degli indirizzi e la barra della ricerca nel Esplora file.
- Accesso agli Instant Games (ovvero quelli immediatamente utilizzabili on line) direttamente da Microsoft Store senza necessità quindi di scaricare e installare in locale i giochi casual. Inoltre, è stata migliorata l'integrazione con Xbox Game.
- Nuova funzione Galleria in Esplora file.
- Aggiunta del supporto nativo dei formati file di archivio aggiuntivi (7z, rar, tar).
- Windows Backup, nuova app per eseguire il backup.
- Nuova schermata per il ripristino dal backup durante l'OOBE.
- Miglioramenti per eseguire il backup e il ripristino dell'esperienza per le app desktop.
- Aggiunta del supporto di Unicode Emoji 15.
- Aggiunta del supporto del formato colore COLRv1
- Nuove voci naturali di Windows Narratore in cinese mandarino, spagnolo (Spagna e Messico), giapponese, inglese (Regno Unito e India), francese, portoghese, tedesco e coreano.
- Nuove esperienze di autenticazione del testo nell'accesso vocale.
- Nuova homepage nelle impostazioni.
- Riprogettati i dialoghi di notifica di Windows Defender.
- Maggior controllo da parte dell'utente nel pannello dei widget nonché ampliamento degli stessi. Ora nell'area del pannello compare anche la sezione Casual game a fianco di quella Scopri e, all'estrema sinistra, quella sulle notizie. Casual game è il riquadro che contiene i collegamenti ai giochi occasionali (on line e gratuiti) presenti sull'omoninma area del portale MSN.

### Novità di Windows 11 24H2
- Copilot+ per PC (il roll out dipende da piattaforme e nazioni):
  - Sottotitoli in tempo reale
  - Cocreator in Paint
  - Effetti di Windows Studio
  - Risoluzione automatica
  - Immagine Image Creator e stile
- Supporto per Wi-Fi 7
- Miglioramenti dell'audio Bluetooth LE per il supporto dei dispositivi di udito assistivo
- Miglioramenti della barra delle applicazioni
- Esplora file più leggibile
- Risparmio energia intelligente
- QR per accedere e condividere le reti Wifi
- Controlli della privacy avanzati per l'accesso alla rete Wi-Fi
- Gestione semplificata degli account e integrazione notifiche di Microsoft Teams
- Espansione dei Clarity vocali in più dispositivi
- Introduzione del comando Sudo per Windows
- Desktop remoto: connettività e accessibilità migliorate

Nel corso dei vari aggiornamenti mensili Microsoft ha disabilitato in 24H2 la funzione Visualizzazione attività (timeline) nonché il relativo comando di cancellazione della cronologia (Impostazioni/Privacy/Cronologia attività); sebbene esista ancora l'icona nella barra, questa non mostra più le attività svolte ma solo le applicazioni correnti aperte e i desktop/monitor connessi. Se si vuole vedere le cartelle e i file che sono stati aperti occorre andare in Esplora file/Home/Più recenti.

## Requisiti di sistema
Microsoft, rispetto ai precedenti sistemi operativi, ha imposto dei requisiti hardware minimi più alti, considerati abbastanza stringenti, per poter installare il sistema operativo:
- Processore da almeno 1 gigahertz (GHz) con 2 o più core su un processore a 64 bit compatibile (almeno Intel 8ª generazione o superiore o AMD 2ª generazione)
- RAM da almeno 4 GB;
- Unità di memoria (SSD o HD) da almeno 64 GB;
- Firmware UEFI, compatibile con Avvio protetto;
- TPM (Trusted Platform Mobile) versione 2.0;
- Scheda video compatibile con DirectX 12+ o versione successiva con driver WDDM 2.0;
- Schermo ad alta definizione (720p) con una diagonale maggiore di 9 pollici, 8 bit per canale di colore.

In più, è richiesto soltanto per le versioni Home e Home S, Internet, per la configurazione finale, poiché è richiesto obbligatoriamente l'account Microsoft, sebbene ciò sia facilmente aggirabile.
Oltre a questo Microsoft ha pubblicato una lista di processori ufficialmente compatibili con il proprio sistema operativo, includendo al suo interno CPU che per Intel vanno dall'ottava generazione in poi e per AMD dalla seconda generazione Ryzen in su. Successivamente ha spiegato il motivo di questa scelta indicando che alla base c'è la volontà di garantire all'utente la miglior esperienza d'uso possibile.
Microsoft ha altresì suggerito che tecnicamente è possibile installare Windows 11 in presenza di CPU non ufficialmente presenti nella lista grazie a un metodo fornito dalla stessa Microsoft, ma che, in quel caso, non potrebbe esser garantita la piena affidabilità del sistema e Microsoft non garantirebbe gli aggiornamenti di sicurezza al sistema operativo.
Con ulteriori metodi (ad esempio con Rufus), è possibile aggirare tutti i requisiti richiesti, laddove non soddisfatti, ed è possibile installare il sistema in maniera analoga al suo predecessore (Windows 10), senza dover rispettare i requisiti.
Dalla versione 22H2 era previsto il passaggio dagli account locali agli account Microsoft, ma ancora tale piano non è stato attuato. Di conseguenza è ancora quindi possibile utilizzare un account locale.

## Dati statistici
Secondo alcuni analisti il debutto di Windows 11 sarebbe stato in sordina anche se Microsoft l'ha descritto come di maggior successo rispetto all'analogo debutto del precedente Windows. Un sondaggio di AdDuplex datato giugno 2022 riporta che la quota di utilizzo di Windows 11 sia del 23,1%.
Secondo il sondaggio di Steam d'ottobre 2022, diffuso su Tom's Hardware, riporta che la quota di utilizzo di Windows 11 sia del 23,37%, una piccolissima e lentissima crescita rispetto alla quota di utilizzo di Windows 10 che è del 68,91%, per i seguenti motivi:
- non sono ben accolte le prestazioni del sistema poiché lente;
- non è ben accolta l'interfaccia sia perché mancano alcune funzionalità (cancellate su Windows 11 e ancora presenti su Windows 10), sia perché a differenza di Windows 10 vi è un nuovo stile;
- la maggior parte degli utenti non possono utilizzarlo per i requisiti minimi elevati imposti, che i PC venduti prima del 2018 solitamente non hanno.

## Politica sulla riservatezza
Non vi sono differenze sostanziali da Windows 10 sulle impostazioni privacy.

## Costi
A giugno 2025 online:
```
Windows 11 Home 145,00€
[
38
]
```